# Desembocadura de Río Grande
Desembocadura de Río Grande é um município da Nicarágua, situado na Região Autônoma da Costa Caribe Sul. Tem 1,738 km² de área e sua população em 2020 foi estimada em 3.957 habitantes.